# Tvorjenka
Tvorjenka je beseda, napravljena iz besedotvorne podstave in obrazila, npr. mizica, peka, nadučitelj, živinozdravnik, toplokrven, razbiti se, nato. Tvorjenke so lahko vseh besednih vrst: samostalniki (mizica za majhna miza), pridevniki (drobcen za zelo droben), glagoli (spančkati za prijetno spati), prislovi (tu za na tem mestu) ...
Besedotvorna podstava tvorjenke je tisti njen del, ki mu dodajamo obrazilo; obrazilo je desno ali priponsko (hišica), levo ali predponsko (prelep), vmesno ali medponsko (pravopis). Na stiku med podstavo in obrazilom prihaja pogosto do glasovnih premen (knjiga – knjižica). V obrazilo se pretvarjajo trije elementi skladenjske podstave. To so jedro, odvisni del in skladenjska razmerja med njima, torej vezniki, predlogi in končnice. Izjema so priredne zloženke, pri katerih se v obrazili priredno vezalno razmerje, to je veznik in.
Ada Vidovič Muha uvaja glede na to, kateri del skladenjske podstave se obrazili, tvorjenke tipa A, B, C in Č.

## Besedotvorne vrste
Besedotvorne vrste so štiri: izpeljava, zlaganje, sestavljanje in sklapljanje; ustrezne tvorjenke imenujemo izpeljanke, zloženke, sestavljenke in sklopi. Vse tvorjenke delamo iz besednih zvez.

### Izpeljanke
Izpeljanke so tvorjenke, ki nastanejo z izpeljavo: eno sestavino dvodelne besednozvezne podstave zamenjamo s priponskim obrazilom ustreznega pomena:
- majhna zastava → zastavica
- izdelovalec dežnikov → dežnikar
- tak pred pragom → predpražen

Izpeljanke iz predložne/proklitične podstave lahko imajo tudi predpono (dokolenke).

### Zloženke
Zloženke dobimo z zlaganjem: dve sestavini, včasih tudi več, besednozvezne podstave povezujemo samo z medponskim obrazilom:
- zdravnik živine → živinozdravnik
- zelen na sivo → zelenosiv

Če je besed v podstavi več, preostalo izrazimo še s priponskim obrazilom:
- kdor vodi vlak → vlakovodja

### Sestavljenke
Sestavljenke dobimo s sestavljanjem: eno sestavino besednozvezne podstave zamenjamo s predponskim obrazilom:
- nižji kuhar → podkuhar
- zelo star → prastar

Predpona je bodisi primarna (pre-, pra- ...) bodisi predložna/proklitična (pred-, ne- ...).

### Sklopi
Sklopi nastanejo s sklapljanjem: enote večdelne podstave enostavno sklopimo v novo besedo:
- oče naš → očenaš
- boja željen → bojaželjen

Pri t. i. kraticah besede podstave pred sklapljanjem primerno okrnimo:
- Teritorialna obramba okrnimo v T, O, nato sklopimo v TO
- Tovarna motorjev Sežana okrnimo v TO, MO, S, nato sklopimo v TOMOS